# Вяземка (приток Паникли)
Вяземка — река в западной части Тверской области, левый приток Паникли (бассейн Западной Двины). Длина реки составляет 14,2 км.
Протекает по территории Оленинского (исток) и Нелидовского районов.
Вяземка начинается на северо-западе Оленинского района, в 3 км к северу от деревни Прохорово. Течёт в целом в юго-западном направлении. Впадает в Паниклю слева в 16 км от её устья. Высота устья — 210,9 м над уровнем моря.
Основные притоки: река Каменка (длина 5,5 км), ручей Мотюжок (длина 5 км) — оба левые.
На берегу Вяземки расположены следующие населённые пункты (от истока к устью): Прохорово, Борщевка, Голосово, Алексеево, Сёлы, Глужнево, Козлово и Шарыкино.